# Danilovka
Danilovka (cirill betűkkel: Данилівка [Danilivka]) falu Ukrajna Kárpátaljai területén, a Beregszászi járásban. Társközségeivel: Nagybakossal, Kisbakossal, Bátyúval és Badótanyával együtt alkot közös közigazgatási egységet.

## Fekvése
Beregszásztól északnyugatra, Kisharangláb közelében fekvő település.

## Története
A település az újabb telepítésű falvak közé tartozik. A környéken a huszadik századig – Bátyú kivételével – jelentősebb település nem volt. A térség a Lónyai család uradalmához tartozott, kisebb – a majorságokon lévő – tanyák jelentik a mai települések elődjeit.
A legtöbb települést a csehszlovák korszakban alapították. Ekkor ugyanis a magyar nagybirtokok felszámolásával a csehszlovák állam telepeseket költöztetett ide. Danilovkát 1927-ben ruszin telepesek alapították.
1938–44 között visszakerült Magyarországhoz.
1945-ben Szovjetunióhoz csatolták a települést. 1991 óta Ukrajnához tartozik.

## Népessége
A 2001-es adatok szerint 493 lakosából 17 magyar, 476 egyéb nemzetiségű.

## Nevezetességek
- Ortodox temploma